# Musical Freedom
La Musical Freedom è un'etichetta discografica di proprietà di Tiësto fondata nell’agosto del 2009.

## Storia
Questa etichetta discografica ha pubblicato, oltre alle canzoni dello stesso Tiësto e molti suoi mix, tracce di Nicky Romero, Martin Garrix, Sidney Samson, Bassjackers, Quintino, Dimitri Vegas & Like Mike, Mike Williams, Sander van Doorn, Hardwell, W&W, The Chainsmokers, R3hab, KSHMR ed altri top DJ.
Dal 20 settembre 2012, su iTunes e YouTube, Musical Freedom pubblica un podcast di un'ora missato da vari DJ dell'etichetta.
Dal 2014 è diventata un'etichetta discografica affiliata alla Spinnin' Records.

## Artisti
(In ordine alfabetico)
- 3LAU
- Abel Ramos
- AC Slater
- Aevion
- Albert Neve
- Alex Balog
- Alpharock
- Alvaro
- Baggi Begovic
- Bassjackers
- Blasterjaxx
- Bobby Puma
- Borgeous
- Breathe Carolina
- Brohug
- Bushbaby
- BYOR
- Carnage
- Chocolate Puma
- CID
- Curbi
- Dada Life
- DallasK
- Dallerium
- Damien N-Drix
- Danny Avila
- Dimitri Vegas & Like Mike
- Don Diablo
- DubVision
- DVBBS
- Dyro
- Dzeko
- Dzeko & Torres
- Ephwurd
- Firebeatz
- Florian Picasso
- FTampa
- Garmiani
- GTA (Good Times Ahead)
- Hardwell
- Henry Fong
- HI-LO
- Iceleak
- J-Trick
- Jauz
- Jetfire
- Jewelz & Sparks
- John Christian
- Jonas Aden
- Justin Prime
- Kenneth G
- Konih
- KSHMR
- Kura
- Lucky Charmes / Charmes
- Maestro Harrell
- Martin Garrix
- Matisse & Sadko
- Mesto
- Mike Williams
- Moska
- MOTi
- Nari & Milani
- Nicky Romero
- Notion
- Oliver Heldens
- Öwnboss
- Quintino
- R3hab
- Riggi & Piros
- Sander van Doorn
- Sandro Silva
- Sidney Samson
- Sigma
- Sikdope
- Showtek
- Sultan & Ned Shepard
- Sunnery James & Ryan Marciano
- Swacq
- The Chainsmokers
- Thomas Newson
- Tiësto
- Tommy Trash
- Tony Junior
- twoloud
- Ummet Ozcan
- Vassy
- Vida
- W&W
- ZAXX